# Wydział Prawa Uniwersytetu w Białymstoku

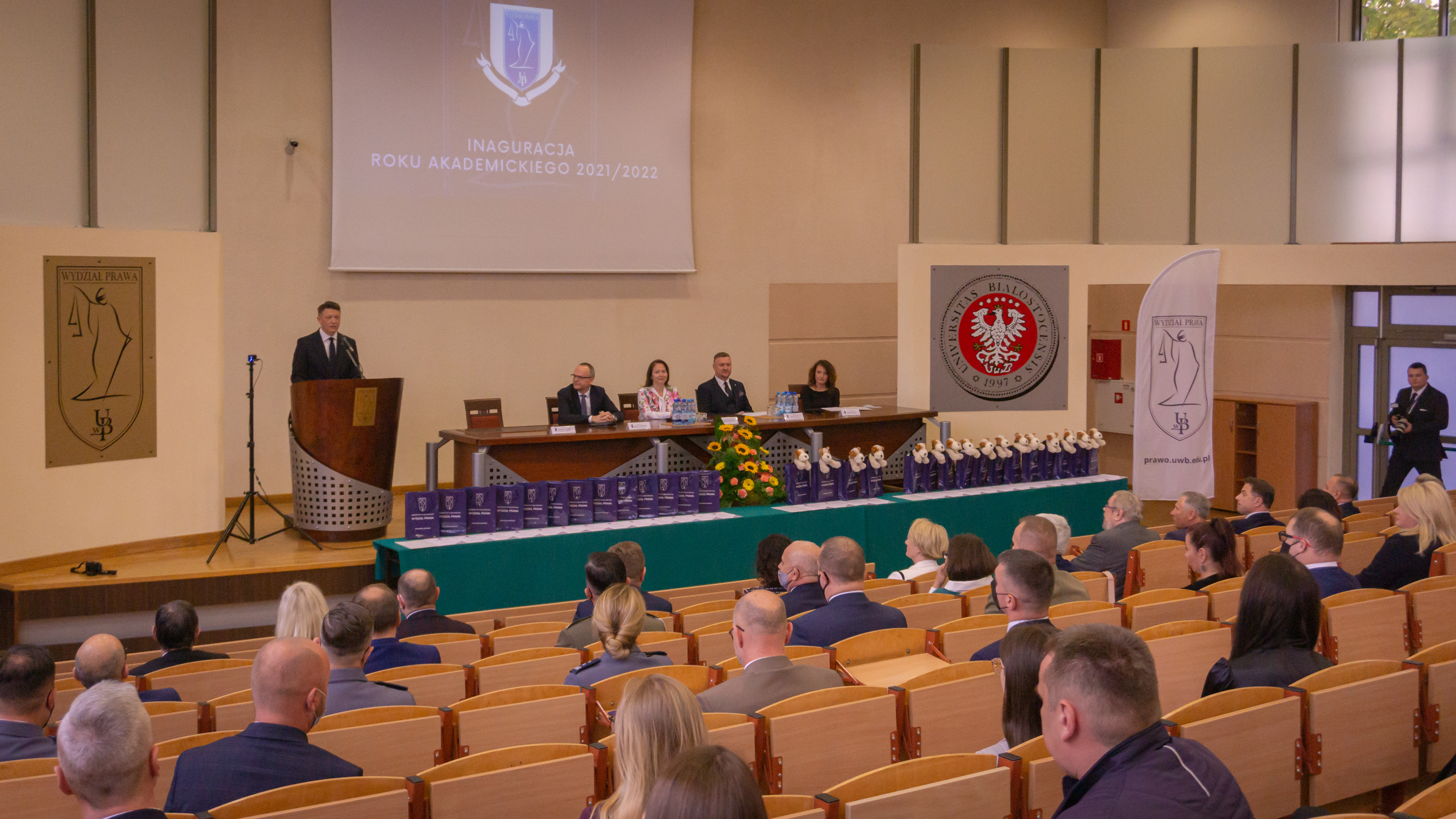
Inauguracja roku akademickiego 2021/22

Wydział Prawa Uniwersytetu w Białymstoku – jedna z piętnastu wydziałów Uniwersytecie w Białymstoku (UwB). W roku akademickim 2011/2012 na wydziale studiowało 3537 studentów i 124 doktorantów.
Wydział powstał 27 czerwca 1990 w wyniku przekształcenia z Instytutu Prawa w strukturach Filii Uniwersytetu Warszawskiego w Białymstoku. Wydział Prawa jest częścią Uniwersytetu w Białymstoku od 19 czerwca 1997 roku.
Od 1994 Wydział Prawa UwB posiada uprawnienia do nadawania stopnia naukowego doktora nauk prawnych w zakresie prawa, a od 1997 r. uprawnienie do nadawania stopnia naukowego doktora habilitowanego nauk prawnych w dyscyplinie prawo.
8 listopada 2014 władze dziekańskie Wydziału Prawa UwB podpisały umowę międzynarodową o sieci naukowej pod nazwą „Badania naukowe i prace rozwojowe na rzecz rozwiązywania prawnych i medycznych problemów zdrowia człowieka”. Sieć powołuje się w oparciu o inicjatywę Forum Naukowego „Prawne i medyczne aspekty zdrowia człowieka”, które powstało w celu stworzenia instytucjonalnej płaszczyzny współpracy naukowej pomiędzy ośrodkami uniwersyteckimi w Polsce – Wydziałem Prawa Uniwersytetu w Białymstoku, Wydziałem Nauk o Zdrowiu i Wydziałem Lekarskim Uniwersytetu Medycznego w Białymstoku, Wydziałem Nauk o Zdrowiu Śląskiego Uniwersytetu Medycznego oraz jednostką zagraniczną: Uniwersytet Cambridge (Wielka Brytania).

## Wyróżnienia
- 3. miejsce w V rankingu wydziałów prawa „Rzeczpospolitej” (2017)[6]
- 2. miejsce w V rankingu wydziałów prawa „Rzeczpospolitej” (2016)[7]
- 2. miejsce w IV rankingu wydziałów prawa „Rzeczpospolitej” (2015)[8]
- 3. miejsce w rankingu wydziałów prawa „Rzeczpospolitej” (2013)[9]
- 1. miejsce w I rankingu wydziałów prawa „Rzeczpospolitej” (2012)[10]
- 5. miejsce w VI rankingu wydziałów prawa „Gazety Prawnej” (2012)[11]
- 6. miejsce w V rankingu wydziałów prawa „Gazety Prawnej” (2011)[12]
- 4. miejsce w IV rankingu wydziałów prawa „Gazety Prawnej” (2010)[13]

Polska Komisja Akredytacyjna przyznała jednostce ocenę wyróżniającą za kształcenie prowadzone na kierunku „prawo” 2011.
30 września 2013 Ministerstwo Nauki i Szkolnictwa Wyższego ogłosiło ocenę parametryczną jednostek naukowych, będącą miernikiem sukcesów badawczych uczelni. Wydział Prawa UwB uzyskał ocenę parametryczną – A. W ramach przeprowadzanej oceny, przyznawano odrębną punktację za osiągnięcia w ramach czterech kryteriów: I. osiągnięcia naukowe i twórcze (33,53 pkt), II. potencjał naukowy (278 pkt), III. materialne efekty działalności naukowej (0,63 pkt), IV. pozostałe efekty działalności naukowej (40,00 pkt). Po ostatecznej ocenie Wydział Prawa UwB uzyskał 61,49 pkt, co pozwoliło uzyskać mu pierwsze miejsce wśród 25 ocenianych wydziałów prawa z całej Polski.
I miejsce Studenckiej Poradni Prawnej (95 pkt. na 100 możliwych) w II edycji Rankingu Studenckich Poradni Prawnych (2017), przygotowanym przez dziennik "Rzeczpospolita" w porozumieniu z Fundacją Uniwersyteckich Poradni Prawnych.

## Szkoły Prawa
- Letnia Szkoła Porównawczego Prawa Amerykańskiego i Europejskiego we współpracy z Michigan State[15]
- Szkoła Prawa Niemieckiego we współpracy z Uniwersytetem Humboldtów[16]
- Szkoła Prawa Francuskiego we współpracy z Université de Paris X[17]

## Poczet dziekanów
1. prof. dr hab. Eugeniusz Smoktunowicz (1990–1996)
2. prof. dr hab. Stanisław Prutis (1996–2005)
3. prof. dr hab. Leonard Etel (2005–2012)
4. prof. dr hab. Emil Walenty Pływaczewski (2012–2019)
5. prof. dr hab. Mariusz Popławski (2019–2024)
6. dr hab. Artur Olechno (od 2024)

## Władze Wydziału
W kadencji 2024–2028:
| Stanowisko               | Imię i nazwisko             |
| ------------------------ | --------------------------- |
| Dziekan                  | dr hab. Artur Olechno       |
| Prodziekan ds. Dydaktyki | dr hab. Tomasz Dubowski     |
| Prodziekan ds. Nauki     | dr hab. Elżbieta Kużelewska |
| Prodziekan ds. Rozwoju   | dr Kamila Bezubik           |
| Dyrektor Administracyjny | mgr inż. Katarzyna Klimiuk  |

## Struktura organizacyjna
| Katedra                                                                                    | Kierownik                                  | Zakład/Pracownia                                     | Kierownik                               |
| ------------------------------------------------------------------------------------------ | ------------------------------------------ | ---------------------------------------------------- | --------------------------------------- |
| Katedra Finansów Publicznych i Prawa Finansowego                                           | prof. dr hab. Joanna Salachna              |                                                      |                                         |
| Katedra Nauk Historyczno-Prawnych, Teorii i Filozofii Prawa oraz Komparatystyki Prawniczej | prof. dr hab. Piotr Niczyporuk             | Zakład Prawa Rzymskiego i Łacińskiej Kultury Prawnej | prof. dr hab. Piotr Niczyporuk          |
| Katedra Nauk Historyczno-Prawnych, Teorii i Filozofii Prawa oraz Komparatystyki Prawniczej | prof. dr hab. Piotr Niczyporuk             | Zakład Teorii i Filozofii Prawa                      | dr hab. Anetta Breczko, prof. UwB       |
| Katedra Nauk Historyczno-Prawnych, Teorii i Filozofii Prawa oraz Komparatystyki Prawniczej | prof. dr hab. Piotr Niczyporuk             | Pracownia Historii Prawa                             | dr hab. Piotr Fiedorczyk, prof. UwB     |
| Katedra Prawa i Postępowania Administracyjnego                                             | prof. dr hab. Dariusz Kijowski             |                                                      |                                         |
| Katedra Postępowania Karnego                                                               | prof. dr hab. Cezary Kulesza               |                                                      |                                         |
| Katedra Prawa Cywilnego i Rolnego                                                          | prof. dr hab. Adam Doliwa                  | Zakład Prawa Cywilnego                               | prof. dr hab. Adam Doliwa               |
| Katedra Prawa Cywilnego i Rolnego                                                          | prof. dr hab. Adam Doliwa                  | Zakład Prawa Rolnego                                 | dr hab. Jerzy Bieluk, prof. UwB         |
| Katedra Prawa Prywatnego Międzynarodowego i Praw Medycznego                                | prof. dr hab. Katarzyna Bagan-Kurluta      |                                                      |                                         |
| Katedra Prawa Handlowego                                                                   | prof. dr hab. Agnieszka Malarewicz-Jakubów |                                                      |                                         |
| Katedra Prawa Karnego i Kryminologii                                                       | prof. dr hab. Katarzyna Laskowska          |                                                      |                                         |
| Katedra Prawa Konstytucyjnego                                                              | [ 22 ]                                     | Zakład Prawa Konstytucyjnego                         | dr hab. Jarosław Matwiejuk, prof. UwB   |
| Katedra Prawa Konstytucyjnego                                                              | [ 22 ]                                     | Zakład Prawa Konstytucyjnego Porównawczego           | dr hab. Elżbieta Kużelewska, prof. UwB  |
| Katedra Prawa Międzynarodowego Publicznego i Europejskiego                                 | prof. dr hab. Maciej Perkowski             | Zakład Prawa Międzynarodowego Publicznego            | prof. dr hab. Maciej Perkowski          |
| Katedra Prawa Międzynarodowego Publicznego i Europejskiego                                 | prof. dr hab. Maciej Perkowski             | Zakład Prawa Europejskiego                           | dr hab. Anna Doliwa-Klepacka, prof. UwB |
| Katedra Prawa Podatkowego                                                                  | prof. dr hab. Leonard Etel                 |                                                      |                                         |
| Katedra Prawa Własności Intelektualnej, Prawa Gospodarczego Publicznego i Prawa Pracy      | prof. dr hab. Joanna Sieńczyło-Chlabicz    | Zakład Prawa Pracy i Ubezpieczeń Społecznych         | dr hab. Iwona Sierocka, prof. UwB       |
| Katedra Prawa Własności Intelektualnej, Prawa Gospodarczego Publicznego i Prawa Pracy      | prof. dr hab. Joanna Sieńczyło-Chlabicz    | Pracownia Prawa Własności Intelektualnej             | prof. dr hab. Joanna Sieńczyło-Chlabicz |
| Katedra Prawa Własności Intelektualnej, Prawa Gospodarczego Publicznego i Prawa Pracy      | prof. dr hab. Joanna Sieńczyło-Chlabicz    | Pracownia Prawa Gospodarczego Publicznego            | dr hab. Anna Piszcz, prof. UwB          |

## Studia
W roku akademickim 2022/2023 wydział prowadził kształcenie na pięciu kierunkach studiów wyższych:
- Prawo – pięcioletnie jednolite studia magisterskie (stacjonarne i niestacjonarne);
- Administracja – trzyletnie studia I stopnia (stacjonarne i niestacjonarne) i dwuletnie studia II stopnia (stacjonarne i niestacjonarne);
- Kryminologia – trzyletnie studia I stopnia (stacjonarne i niestacjonarne) i dwuletnie studia II stopnia (stacjonarne i niestacjonarne);
- Bezpieczeństwo i prawo – trzyletnie studia I stopnia (stacjonarne i niestacjonarne) i dwuletnie studia II stopnia (stacjonarne i niestacjonarne);
- Prawo i podatki w biznesie (trzyletnie studia I stopnia (tylko niestacjonarne);
- Doradztwo podatkowe i administracja skarbowa – dwuletnie studia II stopnia (tylko niestacjonarne).

Ponadto wydział prowadzi kształcenie na studiach III stopnia (doktoranckich), a także bierze udział w kształceniu doktorantów Szkoły Doktorskiej Nauk Społecznych UwB.

## Czasopisma wydawane przez Wydział
- Białostockie Studia Prawnicze[27]
- Miscellanea Historico-Iuridica[28]
- Studia Iuridica Agraria[29]
- Studies in Logic, Grammar and Rhetoric[30]
- Biuletyn Wydziału Prawa[31]

## Ogólnopolskie Forum Młodych Kryminologów
W dniach 19–20 maja 2016 r. na Wydziale Prawa Uniwersytetu w Białymstoku odbyło się I Ogólnopolskie Forum Młodych Kryminologów. Jest to pionierskie przedsięwzięcie w skali krajowej, będące ideą prof. zw. dr hab. Emila W. Pływaczewskiego, znanego i cenionego kryminologa, który wzorem studenckich forów naukowych funkcjonujących na całym świecie, pragnie również i w Polsce stworzyć platformę naukową, służącą wymianie doświadczeń młodych kryminologów. Celem OFMK jest integracja grona młodych naukowców (m.in. prawników, kryminologów, socjologów, pedagogów), reprezentujących różne gałęzie wiedzy oraz stworzenie dla nich miejsca do merytorycznej wymiany informacji, doświadczeń i osiągnięć badawczych z zakresu rozważań o charakterze kryminologicznym. OFMK ma szansę stać się pierwszą w Polsce platformą wymiany doświadczeń nie tylko między młodymi naukowcami, lecz także przedstawicielami praktyki, w tym m.in. aplikantami adwokackimi czy radcowskimi, zajmującymi się zagadnieniami związanymi ze współczesną przestępczością i patologiami społecznymi.
Koordynatorem OFMK jest dr Emilia Jurgielewicz-Delegacz (Zakład Prawa Karnego i Kryminologii, Katedra Prawa Karnego Wydziału Prawa UwB), zaś zastępcą koordynatora mgr Diana Dajnowicz-Piesiecka (Zakład Prawa Karnego i Kryminologii, Katedra Prawa Karnego Wydziału Prawa UwB).

## Koła naukowe
- Koło Naukowe Towarzystwo Wiedzy Obronnej
- Koło Nauk Cywilistycznych
- Koło Naukowe Prawa Europejskiego
- Koło Naukowe Prawa Finansowego
- Koło Naukowe Prawa Karnego i Kryminologii[33]
- Koło Naukowe Prawa Ochrony Środowiska
- Koło Naukowe Prawa Podatkowego
- Koło Naukowe Prawa Pracy
- Koło Naukowe Prawa Własności Intelektualnej, Mediów i Internetu
- Koło Naukowe Teorii Społecznych UwB
- Koło Naukowe INNOWACJA
- Poradnia Prawna[34]
- Studenckie Koło Filozofii Prawa
- Studenckie Koło Historii Prawa
- Studenckie Koło Prawa Administracyjnego
- Studenckie Koło Miłośników Prawa i Kultury Antycznej
- Studenckie Koło Nauk Penalnych[35]
- Studenckie Koło Prawa Gospodarczego
- Towarzystwo Przyjaciół Prawa Konstytucyjnego
- Koło Naukowe Prawa Medycznego i Farmaceutycznego „Pro Humanae Vitae”[36]
- Koło Naukowe Prawa Handlowego[37]
- Koło Naukowe Prawa Sportowego

## Centrum Prawniczego Języka Angielskiego (Białystok Legal English Centre)
Zostało powołane jako odrębna jednostka organizacyjna na Wydziale Prawa dnia 21 listopada 2012 (Uchwała Senatu nr 1323 z dnia 21 listopada 2012) w odpowiedzi na potrzebę kształcenia i prowadzenia badań naukowych w zakresie specjalistycznego języka angielskiego, a w szczególności prawniczego języka angielskiego. Otwarcie europejskich rynków pracy dla Polaków, z momentem wstąpienia Polski do Unii Europejskiej spowodowało bowiem to, że nawet dobra znajomość ogólnego języka angielskiego staje się niewystarczająca i aby porozumiewać się z ludźmi z branży skutecznie, niezbędny jest angielski język specjalistyczny, także w dziedzinie prawa.
Działalność Centrum Prawniczego Języka Angielskiego obejmuje zarówno dydaktykę (tzn. prowadzenie zajęć w formie kursów językowych, wykładów specjalizacyjnych, lektoratów, studiów podyplomowych, czy warsztatów, też w ramach programu Erasmus), a przez to umożliwienie studentom Wydziału Prawa nabycie praktycznych umiejętności w zakresie porozumiewania się prawniczym językiem angielskim (tj. Legal English), jak i badania naukowe, czyli m.in. przygotowanie publikacji, konferencji, wniosków grantowych, a w perspektywie nawiązywanie kontaktów i współpracy z krajowymi i zagranicznymi ośrodkami zajmującymi się prawniczym językiem angielskim.

## Międzynarodowe CentrumBadań i Ekspertyz Kryminologicznych(International Centre of Criminological Research and Expertise)
Zarządzeniem nr 26 Rektora Uniwersytetu w Białymstoku z dnia 29 marca 2017 r. zostało utworzone Międzynarodowe Centrum Badań i Ekspertyz Kryminologicznych (International Centre of Criminological Research and Expertise). 
Centrum będzie prowadziło interdyscyplinarne badania podstawowe i prace rozwojowe na potrzeby szeroko rozumianego bezpieczeństwa wewnętrznego, jak i wymiaru sprawiedliwości. Założenia Centrum to: nawiązywanie współpracy z organami państwowymi, podmiotami sektora prywatnego oraz organizacjami pozarządowymi w kraju i za granicą; przygotowywanie ekspertyz na potrzeby organów państwowych, podmiotów z sektora prywatnego oraz organizacji pozarządowych w kraju i za granicą oraz prowadzenie działalności wydawniczej oraz popularyzatorskiej
Do zadań Centrum zalicza się:
1.      prowadzenie i koordynowanie interdyscyplinarnych badań naukowych z zakresu kryminologii, a w szczególności w takich obszarach jak: bezpieczeństwo obywateli i państwa, najpoważniejsze kategorie przestępstw oraz patologii społecznych, współczesne zagrożenia związane z rozwojem społeczeństwa oraz technologii, funkcjonowanie organów ścigania, służb specjalnych oraz wymiaru sprawiedliwości;
2.      inicjowanie i koordynowanie udziału Uniwersytetu w konsorcjach badawczych na poziomie krajowym i międzynarodowym w zakresie tematów;
3.      organizowanie konferencji, seminariów i staży badawczych.
Działalnością Centrum będzie kierował Dyrektor. Projekty realizowane przez Zespół złożony z pracowników i doktorantów Katedry Prawa Karnego Wydziału Prawa UwB będą angażowały naukowców z wielu dziedzin nauki: np. informatyki, cybernetyki czy nauk o życiu. Państwa na świecie, z którymi do tej pory naukowcy wchodzący w skład Zespołu Centrum prowadzili już współpracę i prowadzą wspólne projekty badawcze, utrzymując aktywne kontakty naukowe to m.in.: Austria, RFN, Szwajcaria, Wielka Brytania, Słowacja, Czechy, Szwecja, Grecja, Turcja, Rosja, Białoruś, USA, Japonia, Australia, Kanada, Chiny, Korea Południowa, Tajlandia, Katar, Republika Południowej Afryki.